# عزلة بني بخير (تعز)

تعديل مصدري - تعديل

عزلة بني بخير هي إحدى عزل مديرية شرعب السلام في محافظة تعز اليمنية ويبلغ تعداد سكانها 1030 نسمة حسب التعداد السكاني في اليمن لعام 2004.
بني فيها أول مدرسة تعليمية في المنطقة وهي مدرسة الفلاح بني بحير ،وكان يقصدها الطلبة من عموم المناطق المجاورة في الوضيحة شرعب ومن مناطق شرعب الرونة ، لأنها تمثل ملتقى جامع للعديد من العزل ، 
تضم أكثر من 19 قرية أبرزها :

## روابط خارجية
- الجهاز المركزي للإحصاء بالجمهورية اليمنية
- المركز الوطني للمعلومات باليمن
- World Gazetteer:Yemen
- الدليل الشامل